# روبرت كيمب
روبرت كيمب (بالفرنسية: Robert Kemp)‏ هو ناقد مسرحي وصحفي وكاتب فرنسي، ولد في 8 أكتوبر 1879 في باريس في فرنسا، وتوفي بنفس المكان في 3 يوليو 1959.

## وصلات خارجية
- روبرت كيمب على موقع مونزينجر (الألمانية)